# 鹿児島県立宮之城農業高等学校
鹿児島県立宮之城農業高等学校（かごしまけんりつみやのじょうのうぎょうこうとうがっこう）は、かつて鹿児島県薩摩郡さつま町虎居に所在した公立の農業高等学校。鹿児島県立宮之城高等学校との統合校として2005年に開校した鹿児島県立薩摩中央高等学校への移行に伴い2007年3月31日に閉校した。

## 設置学科
- 生物生産科
- 農業工学科
- 福祉科

## 所在地
- 〒895-1811 鹿児島県薩摩郡さつま町虎居1900番地

## 沿革
- 1912年（明治45年） - 東水引村（現・薩摩川内市）に薩摩郡立蚕業学校として設置される[1]。
- 1913年（大正2年） - 宮之城村虎居に校舎移転[1]。
- 1921年（大正10年） - 薩摩郡宮之城蚕業学校に改称。
- 1923年（大正12年） - 薩摩郡から鹿児島県に移管され、鹿児島県立蚕業学校に改称[1]。
- 1948年（昭和23年） - 学制改革により高等学校となり、鹿児島県宮之城高等学校に改称。
- 1951年（昭和26年） - 鹿児島県入来高等学校大村分校を宮之城高等学校に移管し、鹿児島県宮之城高等学校大村分校に改称。
- 1953年（昭和28年） - 大村分校が鹿児島県大村高等学校として独立。
- 1956年（昭和31年） - 鹿児島県立宮之城高等学校に改称。
- 1963年（昭和38年） - 普通科を鹿児島県立宮之城高等学校として分離した上で、その他の科を以て鹿児島県立宮之城農業高等学校に改称。
- 2007年（平成19年）3月31日 - 鹿児島県立宮之城高等学校と統合され閉校。